# برتران مندیکو
برتران مندیکو (انگلیسی: Bertrand Mandico؛ زادهٔ مارس ۱۹۷۷ (۴۷–۴۸ سال)) کارگردان فیلم اهل فرانسه است. در کارنامه سینمایی او چندین فیلم کوتاه و میان مدت تجربی به چشم می‌خورد. مجله سینمایی کایه دو سینما اولین فیلم بلند سینمایی مندیکو به نام پسران وحشی را به عنوان برترین فیلم سال ۲۰۱۸ معرفی کرد.